# تیم ملی فوتبال زیر ۲۱ سال چکسلواکی
تیم ملی فوتبال زیر ۲۱ سال چکسلواکی (انگلیسی: Czechoslovakia national under-21 football team) یا تیم ملی فوتبال جوانان چکسلواکی، نماینده کشور چکسلواکی در مسابقات فوتبال جوانان اروپا و جهان بود که زیر نظر اتحادیه فوتبال چکسلواکی فعالیت می‌کرد.